# 2012 en Nouvelle-Zélande
Cet article présente les faits marquants de l'année 2012 en Nouvelle-Zélande.

## Évènements

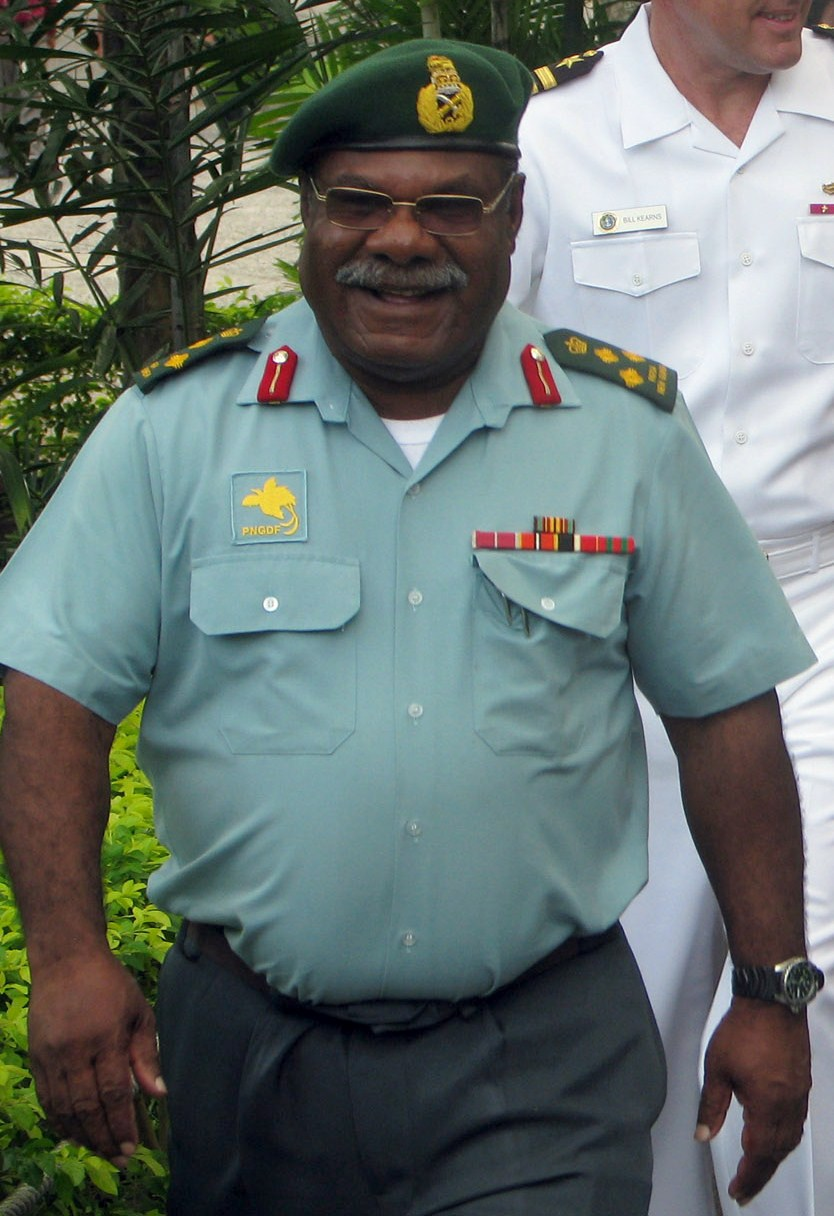
Le général de brigade Francis Agwi, chef des forces armées de Papouasie-Nouvelle-Guinée, brièvement pris en otage le 26 janvier

- novembre : Le prince Charles, prince de Galles et la duchesse de Cornouailles visitent la Papouasie-Nouvelle-Guinée, l'Australie et la Nouvelle-Zélande, trois pays où Charles est prince héritier de la Couronne[1].

- 30 novembre : La mission RAMSI (débutée en 2003) touchant à sa fin, les soldats néo-zélandais et tongiens quittent les îles Salomon. Ils confient la relève à des soldats australiens et papou-néo-guinéens, qui devraient quitter le pays à leur tour mi-2013[2].